# نهائي كأس إيطاليا 1991
نهائي كأس إيطاليا 1991 هي المباراة النهائية من منافسة كأس إيطاليا 1990–91، أقيمت المباراة في 1991، بين فريقي نادي روما، ونادي سامبدوريا، وفاز فيها نادي روما، بعد أن هزم نادي سامبدوريا، بنتيجة 4 - 2.

## تفاصيل المباراة
لعبت المباراة النهائية في 1991.
| نادي روما | 4 -2 | نادي سامبدوريا |
| --------- | ---- | -------------- |
|           |      |                |